# José Gallotti Peixoto
José Gallotti Peixoto (Tijucas, Santa Catarina – 20 de dezembro de 1978) foi um advogado e político brasileiro.
Filho de Maria Gallotti Peixoto.
Foi deputado à Assembleia Legislativa de Santa Catarina na 2ª legislatura (1951 — 1955), eleito pela Partido Social Democrático (PSD). Foi suplente de secretário da Assembléia Legislativa em 1954.